# Spider-Man 2
Spider-Man 2 is een Amerikaanse film uit 2004. De film is het vervolg op Spider-Man. De film is gebaseerd op de Marvel Comics-strips van de superheld Spider-Man. De regie is net als bij de vorige film in handen van Sam Raimi. De productie was in handen van Alfred Gough, Miles Millar en Michael Chabon.

## Verhaal
Twee jaar zijn verstreken sinds het einde van de vorige film, en Peter Parker krijgt steeds meer moeite met het leiden van een dubbelleven. Hij kan geen enkel baantje houden, heeft financiële problemen en raakt vervreemd van zijn vrienden Mary Jane Watson en Harry Osborn. Harry, die nu de leiding heeft over Oscorp, weet nog altijd niet dat zijn vader de superschurk Green Goblin was en is daarom nog altijd uit op wraak op Spider-Man.
Peter Parkers drukke leven begint zelfs zijn tol te eisen op zijn superkrachten, die hij langzaam lijkt te verliezen. Mary Jane dumpt hem nadat Peter voor de zoveelste keer een toneelstuk waarin zij een hoofdrol heeft niet kan bijwonen (ondanks dat hij het wel belooft), en geeft aan te zullen gaan trouwen met John Jameson, de zoon van Peters baas J. Jonah Jameson.
Peter woont een demonstratie bij van zijn idool, de briljante wetenschapper Otto Octavius. Deze lijkt een manier te hebben gevonden voor een nieuw soort schone (zonder kernafval dus) kernfusie. Om het apparaat te laten werken heeft Otto vier mechanische armen ontwikkeld die hij mentaal kan besturen. De armen bezitten ook kunstmatige intelligentie, maar een speciale chip zorgt ervoor dat Otto controle over de armen houdt. Het experiment gaat echter fout en bij het ongeluk wordt de chip op de armen vernield. In het ziekenhuis proberen de doktoren operatief de tentakels te verwijderen, maar de tentakels verdedigen zichzelf door de dokters te vermoorden. De kunstmatige intelligentie van de tentakels, in combinatie met het verlies van zijn vrouw, drijven Otto tot waanzin en laten hem denken dat hij zijn experiment moet herhalen, wat de gevolgen ook zijn. Niet lang daarna begint Otto Octavius onder zijn nieuwe naam Dr. Octopus met het plegen van een reeks misdaden. 
Nadat zijn tante May Parker door Dr. Octopus als gijzelaar werd gebruikt, heeft Peter er genoeg van. Hij gooit zijn Spider-Man-kostuum bij het afval en gaat weer een gewoon leven leiden. Ook biecht hij eindelijk aan tante May op dat hij in zekere zin verantwoordelijk was voor de dood van zijn oom Ben Parker (aangezien hij oom Bens moordenaar al eerder tegen had kunnen houden). Na een tijdje begint Peter echter toch weer te twijfelen of hij wel de juiste keus heeft gemaakt.
Dr. Octopus maakt een deal met Harry Osborn: als hij Spider-Man vangt en overlevert aan Harry zal Harry hem het laatste tritium geven voor zijn experiment. Dr. Octopus valt Peter en Mary Jane aan terwijl ze in een restaurant zitten. Hij ontvoert Mary Jane en geeft Peter de opdracht Spider-Man op te sporen. De schok van dit alles zorgt dat Peter zijn superkrachten terugkrijgt. Hij confronteert Dr. Octopus, maar die dwingt Spider-Man om eerst een op hol geslagen trein te stoppen. Spider-Man slaagt hierin, maar raakt dermate uitgeput van zijn reddingsactie dat Dr. Octopus hem gemakkelijk kan meenemen. Zoals afgesproken ruilt Dr. Octopus Spider-Man tegen het tritium met Harry.
Wanneer Harry de bewusteloze Spider-Man ontmaskert, is hij geschokt te ontdekken dat zijn vijand niemand minder is dan zijn vriend Peter Parker. Peter komt net op tijd bij en ontsnapt. Hij spoort Dr. Octopus op in een verlaten pakhuis, net op het moment dat die een nog grotere versie van zijn kernfusie-experiment in werking zet. Peter weet tot Octavius door te dringen, waardoor deze de kunstmatige intelligentie van de armen te boven komt. Om te voorkomen dat zijn experiment meer schade zal aanrichten gebruikt Octavius de mechanische armen om het gehele apparaat in het water te gooien. Octavius valt hierbij zelf ook in het water en lijkt te verdrinken.
Tijdens dit alles ontdekt Mary Jane eveneens dat Spider-Man in werkelijkheid Peter Parker is. Peter vertelt haar dat ze nooit samen zullen kunnen zijn, omdat hij als Spider-Man altijd vijanden zal hebben. Ondertussen ontdekt Harry een geheime ruimte achter de spiegel in zijn appartement. Hierin vindt hij de wapens en apparatuur van de Green Goblin, evenals een paar glazen cilinders met het serum dat Norman zijn krachten gaf. Harry leert hierdoor eindelijk de waarheid over zijn vader.
Op het eind van de film besluit Mary Jane op het laatste moment toch niet te trouwen met John Jameson. Ze zoekt Peter op en maakt haar beslissing om voortaan, ondanks de risico’s, met hem te leven bekend.

## Rolverdeling
| Acteur          | Personage                               |
| --------------- | --------------------------------------- |
| Tobey Maguire   | Peter Parker / Spider-Man               |
| Kirsten Dunst   | Mary Jane Watson                        |
| Alfred Molina   | Otto Octavius / Doctor Octopus          |
| James Franco    | Harry Osborn                            |
| Cliff Robertson | Ben Parker                              |
| Rosemary Harris | May Parker                              |
| J.K. Simmons    | J. Jonah Jameson                        |
| Willem Dafoe    | Norman Osborn                           |
| Donna Murphy    | Rosalie Octavius                        |
| Daniel Gillies  | John Jameson                            |
| Ted Raimi       | Hoffman                                 |
| Elizabeth Banks | Betty Brant                             |
| John Paxton     | Bernard Houseman, butler Osborn-familie |
| Elya Baskin     | Mr. Ditkovich                           |
| Mageina Tovah   | Ursula Ditkovich                        |
| Bill Nunn       | Joseph "Robbie" Robertson               |
| Dylan Baker     | Dr. Curt Connors                        |
| Daniel Dae Kim  | Raymond                                 |
| Hal Sparks      | Man in lift                             |
| Bruce Campbell  | Koppige gastheer                        |
| Vanessa Ferlito | Louise                                  |
| Aasif Mandvi    | Mr. Aziz                                |
| Stan Lee        | Man die puin ontwijkt                   |

## Achtergrond

### Ontwikkeling
Sam Raimi begon meteen na het voltooien van de eerste film met het uitwerken van plannen voor een vervolg. In april 2002 huurde Sony Alfred Gough en Miles Millar in om een scenario te schrijven. Sony wilde Dr. Octopus, the Lizard en Black Cat als de schurken voor deze film. De werktitel van de film was The Amazing Spider-Man, vernoemd naar de primaire stripreeks van Spider-Man. De opvolger werd officieel aangekondigd in mei 2002. David Koepp werd eveneens als schrijver ingehuurd.
In september 2002 kreeg Michael Chabon de opdracht om het tot dusver voltooide scenario te herschrijven. Zijn versie van het scenario bevatte een jongere Dr. Octopus die een oogje had op Mary Jane. Ook zou hij tot zijn daden komen omdat de mechanische armen nadat ze aan zijn lichaam vast komen te zitten hem langzaam fataal worden. Tevens was in dit scenario Octavius een van de wetenschappers die de genetisch gemanipuleerde spin, die Peter zijn krachten had gegeven, zou hebben gemaakt. Producer Avi Arad verwierp het idee van de driehoeksverhouding.
Raimi en scenarioschrijver Alvin Sargent namen samen de scenario's geschreven door Gough, Millar, Koepp en Chabon door om te zien wat mogelijk bruikbaar was voor de uiteindelijke film. Raimi vond dat de film vooral Peters conflict met de stress van zijn dubbelleven moest tonen. Raimi beweerde ook dat zijn film deels was gebaseerd op Superman II, waarin de held ook worstelt met zijn plicht als held en het feit dat dit zijn privéleven verstoort.
Het uiteindelijke verhaal van de film is voor het grootste deel overgenomen uit de strip The Amazing Spider-Man #50, Spider-Man No More!. The Lizard en Black Cat werden uit het script geschreven. De keuze om Dr. Octopus tot schurk van de film te maken was omdat hij zowel een sterkte tegenstander was voor Spider-Man, als een menselijke schurk met een sympathieke achtergrond.

### Opnames

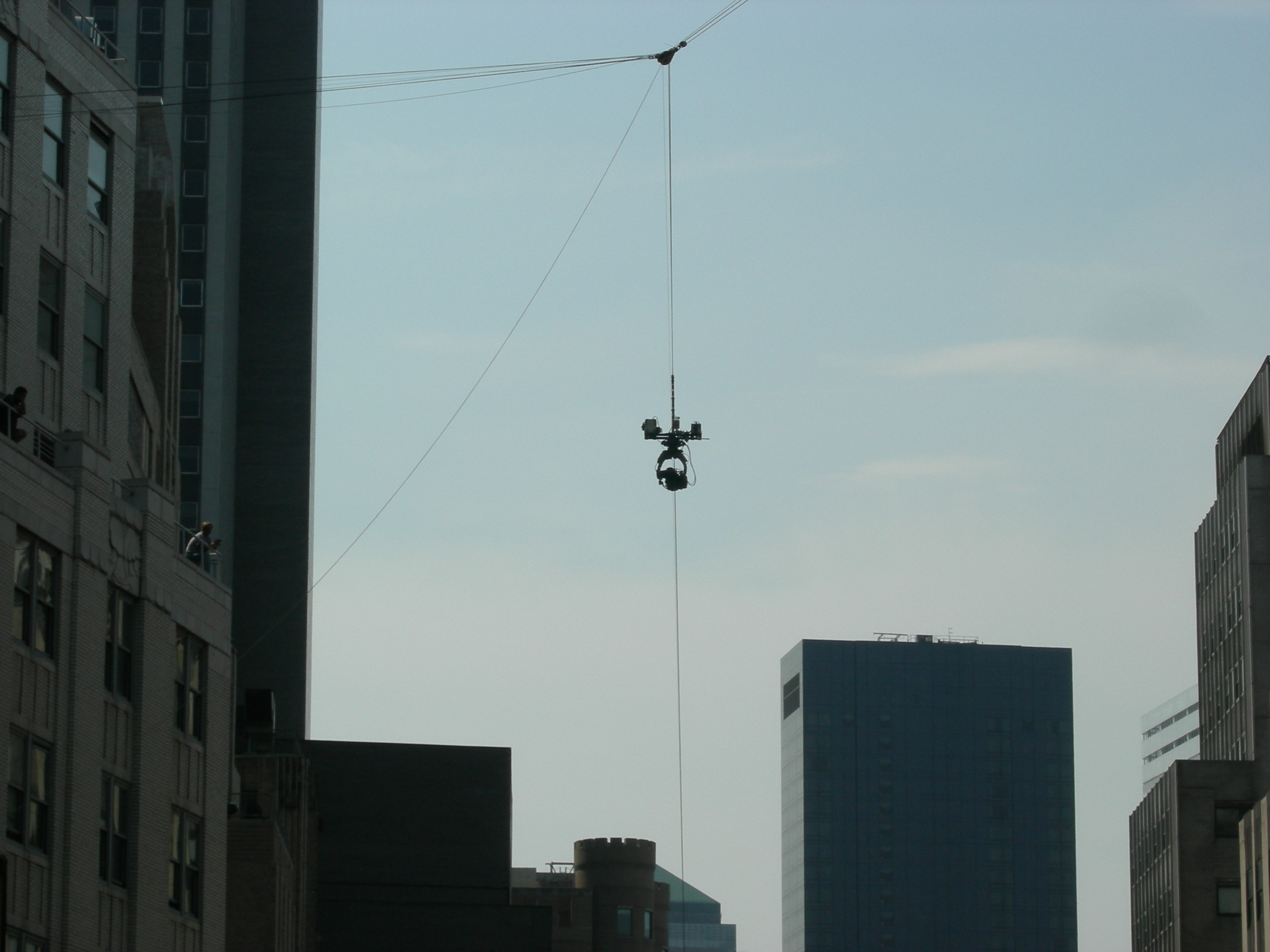
De Spydercam

Spider-Man 2 werd opgenomen op meer dan 100 verschillende sets en locaties. Er werd begonnen met een vooropname op de Loop in Chicago in november 2002. Voor de gevechtsscène tussen Spider-Man en Dr. Octopus op de trein waren 16 camera’s nodig. De grote opnames begonnen op 12 april 2003 in New York. Op 13 mei werd uitgeweken naar Los Angeles, waar opnames werden gemaakt op 10 grote sets ontworpen door Neil Spisak. Ondanks zijn eerdere rugblessure deed Tobey Maguire veel van zijn stunts zelf.
De opnames lagen acht weken stil toen de set van Dr. Octopus’ schuilplaats moest worden gebouwd. Het was Spisaks idée om een ingestorte steiger te gebruiken als locatie van zijn schuilplaats, als referentie naar hoe Oc’s leven was ingestort na zijn mislukte labexperiment.
Om de producers meer inzicht te geven in hoe Spider-Man de wereld zag, werd een camerasysteem genaamd Spydercam gebruikt.

### Effecten
Kostuumontwerper James Acheson bracht een groot aantal aanpassingen aan in Spider-Mans kostuum. De kleuren werden rijker en duidelijker, het spin-sjabloon kreeg duidelijkere lijnen, en het pak dat Maguire onder het kostuum moest dragen om hem een gespierder uiterlijk te geven werd opgesplitst in afzonderlijke stukken.
Voor de armen van Dr. Octopus werd Edge FX ingehuurd. De armen waren grotendeels van rubber en werden via draden door poppenspelers aangestuurd. Voor elke tentakel waren vier mensen nodig. Voor de lastige scènes werd computeranimatie gebruikt om de tentakels vorm te geven.

### Uitgave en ontvangst
Spider-Man 2 brak de opbrengst van de première van de eerste film, met een opbrengst van $40.4 miljoen op de eerste dag. In de eerste zes weken bracht de film $180 miljoen op. De totale opbrengst bedroeg $783.7 miljoen wereldwijd. Daarmee was Spider-Man 2 de op twee na meest succesvolle film van 2004, na Shrek 2 en Harry Potter and the Prisoner of Azkaban.
Reacties van critici waren eveneens goed. Op Rotten Tomatoes scoort Spider-Man 2 93% aan goede beoordelingen. Op Metacritic scoort de film 83 uit 100 punten.

## Prijzen/nominaties
Academy Awards 2004
- Gewonnen - Academy Award voor beste visuele effecten — John Dykstra, Scott Stokdyk, Anthony LaMolinara, John Frazier
- Genomineerd - Academy Award voor beste geluid — Kevin O'Connell, Greg P. Russell, Jeffrey J. Haboush, Joseph Geisinger
- Genomineerd - Academy Award voor beste geluidseffecten — Paul N.J. Ottosson

Academy of Science Fiction, Fantasy & Horror Films (Saturn Awards) (2004)
- Gewonnen - Saturn Award voor Beste Acteur — Tobey Maguire
- Gewonnen - Saturn Award voor Beste Regie — Sam Raimi
- Gewonnen - Saturn Award voor Beste Speciale Effecten — John Dykstra, Scott Stokdyk, Anthony LaMolinara, John Frazier
- Gewonnen - Saturn Award for Beste Scenario — Alvin Sargent
- Genomineerd - Saturn Award voor Beste Bijrol — Alfred Molina
- Genomineerd - Beste DVD Special Edition Release
- Genomineerd - Saturn Award voor Beste Muziek — Danny Elfman

BAFTA Awards (2004)
- Genomineerd - Best Geluid — Kevin O'Connell, Greg P. Russell, Jeffrey J. Haboush, Paul N.J. Ottosson
- Genomineerd - Outstanding Achievement in Special Visual Effects — John Dykstra, Scott Stokdyk, Anthony LaMolinara, John Frazier

BMI Film & TV Awards (2004)
- Gewonnen - BMI Film Music Award — Danny Elfman

Cinema Audio Society (2004)
- Genomineerd - Outstanding Achievement in Sound Mixing for Motion Pictures — Joseph Geisinger, Kevin O'Connell, Greg P. Russell, Jeffrey J. Haboush

Critics' Choice Awards (2004)
- Gewonnen - Beste Popular Picture
- Genomineerd - Beste Familiefilm (Live Action)

Sony Ericsson Empire Awards (2004)
- Gewonnen - Beste regisseur — Sam Raimi
- Genomineerd - Beste Acteur — Tobey Maguire
- Genomineerd - Beste Actrice — Kirsten Dunst
- Genomineerd - Beste Film
- Genomineerd - Scene van het jaar — Spider-Man bevecht Doc Ock op de trein

Hugo Awards (2004)
- Genomineerd - Hugo Award voor Beste Dramatic Presentation, Long Form

Kids Choice Awards (Blimp Award) (2004)
- Genomineerd - Favoriete Film
- Genomineerd - Favoriete Filmacteur — Tobey Maguire

Motion Picture Sound Editors (Golden Reel Award) (2004)
- Genomineerd - Beste Geluidseffecten in Domestic Features: Sound Effects/Foley — Paul N.J. Ottosson, Christopher Flick, Scott G.G. Haller, Ruben Simon, Jussi Tegelman, Lisa Hannan, Ai-Ling Lee, Martin Lopez, Bernard Weiser

(Golden Satellite)
- Genomineerd - Beste Film Editing — Bob Murawski